# José Zaragoza
Bernardo José Zaragoza y Vilanova, né à Alcalá de Chivert près de Valencia en 1627 et mort à Madrid, en 1679, est un jésuite espagnol, mathématicien et astronome, contemporain de Juan Caramuel, appartenant au groupe des novateurs espagnols et parfois connu sous le nom de père Saragosse. Il fut le premier à introduire l'algèbre naissante en Espagne.

## Biographie
Diplômé en arts de l'Université de Valence, José Zaragoza s'intéresse très tôt aux mathématiques. En 1651, il rejoint la Compagnie de Jésus et part enseigner la rhétorique à Calatayud (près de Saragosse). Par la suite, il enseigne les arts à Majorque, Barcelone et la théologie à Valencia. En 1667, il devient membre du Conseil Royal des Mines. En 1668, il est nommé assesseur du Saint-Office.
À partir de 1670, il enseigne les mathématiques au Collège impérial de Madrid où il a pour élève le vice-roi Diego Felipe de Guzmán, marquis de Leganés, qui devient par la suite son protecteur.  En 1675, La Reine le nomme professeur de mathématiques du dauphin Charles II d'Espagne.
Parmi ses disciples, on compte Philippe Falco de Benachoaga et le mathématicien-astronome Jean Baptiste Corachán. Toutefois la plupart de ses travaux seront sans postérité et nombre de ses découvertes seront attribuées à d'autres mathématiciens, plus tardifs. Son exceptionnelle fécondité a été redécouverte entre 1930 et 1938 par Patricio Peñalver, de l'Université de Séville.

## Ses travaux
- L'arithmétique universelle de Zaragoza contient l'arithmétique, les progressions, puissances, de racines, les ratios, la combinatoire et une section d'algèbre dans laquelle, bien qu'il propose de nombreux exercices pratiques, il ne donne pas la résolution des équations du second degré.
- Sa Trigonométrie, divisée en trois parties en consacre la première aux logarithmes, utilisés dans les deuxième et troisième parties pour la trigonométrie plane et sphérique.
- La sphère est un traité d'astronomie.

Zaragoza est un des premiers traducteurs de l'œuvre de François Viète. Il ignore la géométrie analytique de Descartes ainsi que les problèmes de calcul différentiel. Parmi ses contributions on remarque une innovation utile pour extraire la racine cubique d'un nombre de plus de trois chiffres.
- Son travail le plus important : minimis magna Géométrie (édité à Tolède, en 1674) explore par des méthodes géométriques des questions de centre de gravité, de moment d'inertie, employant des coordonnées barycentriques et redécouvrant le théorème de Ceva, quelques années avant Giovanni Ceva lui-même. Zaragoza veut restaurer l'ouvrage perdu d'Apollonius Loci plani connu par les résumés qu'en a fait Pappus. C'est à cette fin qu'il introduit la notion de centre minimal d'un système de points. En fait, des centres de gravité dont on fixe le plus souvent l'apparition chez Möbius.
- Plus connu comme astronome, il est un fin observateur des astres. À partir de 1660, il construit lui-même ses lunettes et observe quelques comètes (notamment en 1664 et 1677), communiquant ses observations à l'Académie des sciences de Paris. Excellent fabricant d'instruments scientifiques, il écrit un traité astronomique céleste et terrestre Esphera commune (en 1675) où il se découvre un prudent partisan des théories héliocentriques, niant le caractère inaltérable de la substance céleste, et admettant l'infinité de l'espace.

## Œuvres
- Aritmetica universal que comprehende el arte menor y maior, algebra vulgar y especiosa. Valencia, Jerónimo Vilagrasa, 1669.
- Trigonometria española: resolución de los triangulos planos y esfericos, fabrica y uso de los senos y los logaritmos. Mallorca, Francisco Oliver, 1672.  ou  Trigonometría hispana: Resolutio triangulorum, publié parfois avec à la fin un Canon trigonometricus. Contiens logarithmus sinuum, et tangentium, ad singula scrupula totius semicirculi. Radii Logarithmo 10.000000. Madrid, 1672.
- Tabula logarithmica. Contiens undecim numerorum chiliades cum suis logaritmis ad unitate, scilicet, ad 11100. Dispositis nova methodo et proportioni astronomicae applicatis in gratiam astronomorum. Madrid, 1672.
- Fabrica y uso de varios instrumentos mathematicos, 1675, Madrid, Antonio Francisco de Zafra, 1675.
- Esphera en común celeste y terraquea. Madrid, Juan Martín del Barrio, 1679.
- Geometria magna in minimis, in III partes divisa: I De Mininimis in communi: II De planis: III De Solidis. Toledo, 1674.